# Bolbia
Bolbia là một chi bướm đêm thuộc phân họ Tortricinae của họ Tortricidae.

## Các loài
- Bolbia biloba Razowski & Pelz, 2003